# Lijst van burgemeesters van Súdwest-Fryslân
Dit is een lijst van burgemeesters van de Nederlandse gemeente Súdwest-Fryslân in de provincie Friesland. Op 1 januari 2011 werden de gemeenten Bolsward, Nijefurd, Sneek, Wonseradeel en Wymbritseradeel samengevoegd tot de nieuwe gemeente Súdwest-Fryslân.
| Ambtsperiode                       | Naam burgemeester            | Partij of stroming | Bijzonderheden                         |
| ---------------------------------- | ---------------------------- | ------------------ | -------------------------------------- |
| 1 januari 2011 - 31 december 2017  | H.H. (Haijo) Apotheker       | D66                | gedurende 2011 waarnemend burgemeester |
| 1 januari 2018 - 26 september 2018 | M.A. (Magda) Berndsen-Jansen | D66                | waarnemend                             |
| 27 september 2018 - heden          | J.A. (Jannewietske) de Vries | PvdA               | [ 3 ]                                  |